# IEEE 802.21
IEEE 802.21는 2008년에 발표된 IEEE 표준이다. 이 표준은 다른 네트워크 형태 사이의 핸드오버 기능과 마찬가지로 다른 네트워크 간의 끊김 없는 핸드오버 기능을 가능하게 하는 알고리즘을 지원한다.

## 같이 보기
- 이동성 관리
- 모바일 IP
- 핸드오버
- 로밍